# ۲ ایالت (فیلم)
«۲ ایالت» (انگلیسی: 2 States (film)) فیلمی در ژانر کمدی رمانتیک است که در سال ۲۰۱۴ منتشر شد. از بازیگران آن می‌توان به آرجون کاپور، آلیا بهات، رونیت روی، آمریتا سینگ، رواتهی اشاره کرد.